# Sterling Saint Jacques
Sterling Saint Jacques (né Sterling Colter le 12 octobre 1957 à New York et décédé le 4 juillet 1992 à New York) est un chanteur, auteur, et mannequin américain.

## Biographie
Né Sterling Colter, il prend le nom de Sterling Thomas à la suite du second mariage de sa mère. Originaire de Salt Lake City, dans l'Utah, il arrive à New York à la fin des années 1960, où il prend le nom de son mentor Raymond Saint Jacques, l'un des premiers acteurs afro-américains de séries télévisées, qui l'introduit dans le milieu comme son « fils adoptif ».
Au début des années 1970, il joue au cinéma en 1974 avec le film Sistemo l'America e torno de Nanni Loy avec Paolo Villaggio, dans lequel il joue le rôle d'un étudiant en basket-ball et d'un militant des Black Panthers. Au total, il a participé à six longs métrages. Dès 1970 des nuits new-yorkaises et des événements sociaux du système de la mode, il fréquente à partir d'avril 1977 le star-system de la discothèque Studio 54 avec Bianca Jagger, Michael Jackson, Caroline Kennedy et Andy Warhol.
Il a été rendu célèbre par un gimmick d'image consistant à se présenter comme le seul homme noir aux yeux bleus, bien que l'on ait découvert par la suite qu'il s'agissait de lentilles de contact colorées : ses yeux étaient en fait gris. Doté d'une stature et de prouesses physiques considérables, il s'est lancé dans une carrière de mannequin et de modèle de mode, ce qui l'a amené à être l'un des tout premiers hommes noirs à défiler sur les podiums des grandes maisons de couture internationales.
Il devient ensuite chanteur et s'installe en Italie, où il participe au festival de Sanremo en 1981 dans le groupe B, composé d'artistes admis à la soirée finale avec la chanson Tutto è blu, en référence à la couleur de ses yeux. Le 21 juin de la même année, il chante avec Iva Zanicchi au stade Luigi Ferraris, portant le maillot du Genoa, avant le dernier match à domicile de l'équipe rouge et bleue contre Rimini, qui sanctionne la promotion des Liguriens en série A,.
En 1983, il enregistre Comin', Into Love, un mélange de funk et disco, pour le compte du label Papillon Records et participe à quelques éditions des festivals de chansons d'été de l'époque.
Des rumeurs circulent selon lesquelles il serait décédé en 1984 des suites d'infections causées par le SIDA. Le 4 juillet 1985, l'édition génoise du journal La Stampa annonce cependant qu'il a participé à une fête à la discothèque Shalom avec Cicciolina. Dans une interview accordée au Chicago Tribune en 1988, son père adoptif Raymond affirme que Sterling travaillait pour une émission de télévision à Düsseldorf, en Allemagne.

## Filmographie

### Cinéma
- Dinah East, réalisé par Gene Nash (1970)
- Come Back, Charleston Blue, réalisé par Mark Warren (1972)
- Book of Numbers, réalisé par Raymond St. Jacques (1973)
- Sistemo l'America e torno, réalisé par Nanni Loy (1974)
- Emmanuelle l'antivierge, réalisé par Francis Giacobetti (1975)
- Les Yeux de Laura Mars), réalisé par Irvin Kershner (1978)

### Télévision
- La Chanson de Tiber, réalisé par Jacques Samyn (1980)

## Discographie

### Albums studio
- 1980 : I Wish You Welcome (LP) (Disques Yona) (publié en Italie sous le titre Sterling Saint Jacques)

### Singles
- 1980 : Again / I'm A Star (12") (Disques Yona)
- 1980 : Muscle Man / I Wish You Welcome (12")  (Disques Yona)
- 1981 : Tutto è blu (Blue) / Turn on Me (7")  (Dig It)
- 1983 : Comin, Into Love (12") (Papillon Records)
- 1984 : Mr. Moonlight (12") (Interfonia)